# 阿尔梅纳拉 (米纳斯吉拉斯州)
阿尔梅纳拉是巴西米纳斯吉拉斯州的一个市镇。总面积2300.797平方公里，总人口36907人，人口密度16人/平方公里。